# 小清水一揮
小清水 一揮（こしみず かずき、男性、1995年9月13日 - ）は、日本の元俳優、元子役である。舞夢プロに所属していた。

## 略歴
- 2004年に事務所のオーディションに合格し、映画『カーテンコール』で俳優デビュー。
- 2009年放送の『仮面ライダーディケイド』で仮面ライダー響鬼/アスム役で深澤嵐に次ぐ年少ライダー（当時中学校2年）となり話題になった。[要出典]同年12月公開の『仮面ライダー×仮面ライダー W&ディケイド MOVIE大戦2010』でも同名の役で出演。
- 2012年の映画出演を最後に所属事務所を退所し、芸能活動をしていない。

## 人物
- 同事務所の斉藤雪乃と同様、鉄道ファンであり、趣味は電車路線図描きと音鉄（鉄道に関わる音声）。
- 好きな女性のタイプは、離婚しても損害賠償を求めない人[1]。
- 左利き。そのため、右利き設定の鈴木一平役での食事シーンは苦労した[2]。

## 出演

### テレビドラマ
- 農家のヨメになりたい（2004年、NHK） - 道雄 役
- 中学生日記 「みんなでつくろう『中学生日記』3・『約束　幼なじみの3人（3人の約束）』」（2004年、NHK） - 少年 役
- ハチロー〜母の詩、父の詩〜（2005年、NHK） - 久（幼少） 役
- 火曜サスペンス劇場・刑事・鬼貫八郎18・最終章「真夜中の乗客」（2005年9月20日、日本テレビ）- 山田理恵の息子（小学生）　役
- 税務調査官・窓際太郎の事件簿14（2006年、TBS） - 11歳の太郎　役
- 家族たちの明日 〜あしたの授業〜（2006年、フジテレビ） - 佐倉直樹 役
- 神はサイコロを振らない（2006年、日本テレビ） - 黒木亮 役
- 次郎長背負い富士（2006年、NHK） - 次郎長（少年期） 役
- マイ☆ボス マイ☆ヒーロー第7話（2006年、日本テレビ） - 梅村あずさ 役
- 14才の母（2006年、日本テレビ） - 一ノ瀬健太 役
- 捜し屋★諸星光介が走る! (2)（2007年、TBS） - 上村武志 役
- スピリチュアル・ドラマ 江原啓之への質問状 〜永遠の記憶〜（2007年、WOWOW） - 小暮圭介 役
- ドラマスペシャル どうぶつ119（2007年、日本テレビ） - 田口栄太 役
- 佐々木夫妻の仁義なき戦い（2008年、TBS） - 三沢鉄博 役
- 長い長い殺人（2008年、WOWOW） - 小宮雅樹 役
- 空飛ぶタイヤ（2009年、WOWOW） - 赤松拓郎 役
- 仮面ライダーディケイド（2009年、テレビ朝日） - アスム 役
- 椿山課長の七日間（2009年、テレビ朝日） - 椿山陽介 役
- 夢の見つけ方教えたる!2（2010年、フジテレビ） - 田中アキラ 役

### 映画
- いま、会いにゆきます（2004年） - 主人公の同級生 役
- ALWAYS 三丁目の夕日（2005年） - 鈴木一平 役
- カーテンコール（2005年） - 宗成在 役
- オリヲン座からの招待状（2007年） - 三好祐次（少年期） 役
- ALWAYS 続・三丁目の夕日（2007年） - 鈴木一平 役
- 春よこい（2008年） - 尾崎ツヨシ 役
- 長い長い殺人（2008年） - 小宮雅樹 役
- 仮面ライダー×仮面ライダー W&ディケイド MOVIE大戦2010（2009年） - アスム 役（友情出演）
- ALWAYS 三丁目の夕日'64（2012年） - 鈴木一平 役

### 声優
- Dearフランキー（2004年、TVスポット）
- 現代畸聞禄 怪異百物語（2006年）
- シャーロットのおくりもの（2006年） - 子ブタのウィルバー（日本語吹き替え） 役
- パパにさよならできるまで（2007年、TVスポット）
- SUPER8/スーパーエイト（2011年、劇場映画） - プレストン（日本語吹き替え） 役

### CM
- ホンダ・ゼスト - 木梨憲武、中島知子と共演。
  - 「東京タワー篇」（2006年）
  - 「シマウマ篇」（2006年）
  - 「ゾウ篇」（2006年）
  - 「カルガモ家族篇」（2007年）
- ハウス食品 「ALWAYS 続・三丁目の夕日 “タイアップ商品”」（2007年）
- サントリー 角瓶（ラジオCM）

### PV・スチール
- RSP『感謝。』（2008年）